# Nahum Vilbush
Nahum Vilbush (1879-1971 ; en hébreu : נחום וילבוש) compte parmi les personnalités marquantes du sionisme. Homme d'affaires et industriel, il contribue à la naissance de l'industrialisation du pays d'Israël.

## Vie familiale

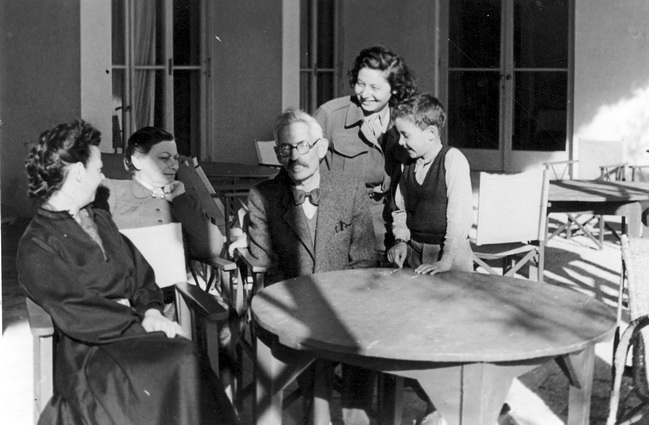

Il nait à Lususna près de Hrodna en Biélorussie au sein d'une famille traditionnellement fidèle aux idées de la Haskala.
Son père Zeev y dirige une entreprise agricole et possède un moulin à farine.
En 1903 Nahum Vilbush part étudier en Allemagne où il obtient son diplôme de polytechnicien.
À l'issue de ses études et après un bref séjour en Biélorussie, il émigre en Palestine, où s'installera la majeure partie de sa famille.
Un de ses frères, Aizik est un membre actif du mouvement de jeunesse sioniste Byl"ou.
Guédalia, un autre de ses frères émigre en Palestine en 1892 et s'installe à Jaffa où, en tant qu'ingénieur il collabore professionnellement avec Léon Stein.

## Après son immigration
Immédiatement après son arrivée, il mesure les débits des principaux cours d'eau afin d'évaluer l'énergie potentielle qu'il pourrait en tirer.
En compagnie de sa sœur Mania, il traverse à cheval le désert de Judée et le nord de la Galilée. Il comprend que l'unique source énergétique naturelle du pays qu'il pourrait exploiter se résume à l'énergie hydraulique. Il prévoit à l'époque l'exploitation de cette énergie pour la fabrication d'huile, de farine et de savon.
Il y voit la porte vers le développement des exportations du futur pays.
Malgré la rusticité du matériel qu'il a à sa disposition et qu'il est le seul à savoir utiliser, les résultats qu'il obtient concernant le débit des cours d'eau d'Israël s'avèrent être beaucoup plus précis que ceux obtenus ultérieurement par d'autres, et avec un matériel plus sophistiqué. Ces mêmes résultats seront publiés dans une revue sioniste en langue russe "Briske Zizen" (Vie juive). Nahum Valbush évoque dans cet article la possibilité de produire industriellement de l'huile d'olive.

## Première grosse industrie du pays
Dans le but de réaliser son projet, il réunit des premiers fonds auprès de Juifs russes installés dans le pays et chefs d'entreprises restées en Russie. Nahum Valbush se rend alors acquéreur d'un terrain de 100 dounam au nord-est de la ville de Lod. C'est là que l'usine Hadid de fabrication d'huile d'olive voit le jour. Plus tard le lieu prendra le nom de Ben-Shemen.
Valbush voyait dans le développement industriel un point essentiel à la création d'un état.
Il met également en place les bases de l'exportation des agrumes en développant industriellement de nouvelles techniques de transport.
Nahum Valbush inaugure, en collaboration avec l'ingénieur agronome Aharon Aharonson la culture de la canne à sucre et de la betterave en utilisant la force hydraulique du cours d'eau Nahal Taninim.

## Projets
Durant la Première Guerre mondiale, Nahum Valbush est nommé par les autorités ottomane, architecte pour la ville de Jérusalem.
Il viendra conseiller par son savoir la création de nombreuses entreprises industrielles à travers le pays, et principalement dans la fabrication de matériaux de construction.
Nahum Vilbush décède à l'âge de 92 ans en 1971.
Il est inhumé dans le cimetière de Hadera.

## Sources
- Shmouel Avitzour, Créateurs et adoption, Éd. Yitzhak Ben-Tzvi. Tel-Aviv. 1985.
- Aviel Aboulafia, Pieds nus sur les sables d or, Éd. Kavim Ishiim. 2006.
- Mordehaï Eliav, Livre de la première aliya, Éd. Ministère de la défense. Jérusalem.